# أحمد صبري (رسام)
أحمد صبري (20 أبريل 1889 - 8 مارس 1955) كان رسام مصري وأحد أبرز رواد فن البورتريه الحديث في مصر. ويعتبر من ضمن السبعة الكبار أو الرواد الأوائل للفن التشكيلي في مصر، وأعتبره كثير من النقاد ابو التأثيرية المصرية. تعتبر لوحة الراهبة من أشهر أعماله وحصل عليها على ميدالية الشرف الذهبية في صالون باريس في عام 1929.

## حياته
ولد في 20 أبريل 1889 بحي المغربلين بالدرب الأحمر بالقاهرة. توفيت والدته قبل بلوغه الثانية من عمره ثم تولى والده تربيته، ثم توفى والده قبل بلوغه الثامنة من عمره. ليعيش مع جده رضوان باشا رئيس قلم الديوان الخديوي.
ألتحق بمدرسة الفنون الجميلة عام 1910 وأثناء دراسته كلفته الجامعة برسم بورتريه للسفير الإسباني، حازت اللوحة على حازت إعجاب وتقدير السفير. بعد تخرجه.